# Tomislav Tomašević
Tomislav Tomašević (Zagreb, 13. siječnja 1982.) hrvatski je političar, aktivist i politolog. Trenutačni je zagrebački gradonačelnik, na dužnost stupivši 4. lipnja 2021. godine.
Jedan je od vođa zagrebačke lokalne političke stranke Zagreb je NAŠ! i hrvatske stranke Možemo! Na zagrebačkim lokalnim izborima 2017., izabran je u Gradsku skupštinu kao kandidat stranke Zagreb je NAŠ!, 2020. izabran je u Hrvatski sabor, a 2021. za gradonačenika Zagreba.

## Rani život i obrazovanje
Tomašević je rođen 1982. u Zagrebu. Roditelji su mu Ivanka i Smiljan Tomašević. Zajedno s bratom Tihomirom odrastao je u Zapruđu, a kasnije živio i u Zaprešiću, gdje je obitelj preselila prije njegovog povratka u Zagreb.
Djed i baka po ocu bili su bosanski Hrvati iz Vidovica kod Orašja. Njegov stric Ivo Tomašević katolički je svećenik i istaknuti član Biskupske konferencije Bosne i Hercegovine.
Godine 2006. diplomirao je na Fakultetu političkih znanosti Sveučilišta u Zagrebu, a 2013. završio je poslijediplomski studij okoliša, društva i razvoja na Sveučilištu Cambridge. Dobio je nekoliko nagrada i stipendija, uključujući "Marshall Memorial Fellowship", "Chevening Fellowship" i "Cambridge Overseas Trust Fellowship". Bio je zaposlen u udruzi Institutu za političku ekologiju u Zagrebu. Godine 2016. oženio se Ivom Mertić.

## Politička karijera

### Rane aktivnosti
Tomašević se sa 16 godina pridružio Zelenoj akciji, nevladinoj udruzi za zaštitu okoliša. Ubrzo je postao zamjenik predsjednika pa zatim predsjednik Mreže mladih Hrvatske. Bio je predsjednik Zelene akcije od 2007. do 2012. godine. Njegov dugogodišnji zamjenik Bernard Ivčić preuzeo je položaj predsjednika u lipnju 2012. godine.
Godine 2010. Tomašević je vodio prosvjede protiv izgradnje trgovačkog centra na Trgu Petra Preradovića s podzemnom garažom u Varšavskoj ulici u sklopu inicijative Pravo za grad. Mnogi prosvjednici bili su tada uhićeni, među njima Tomašević i njegov otac.

### Kandidat za gradonačelnika Zagreba (2017. – 2021.)
Tomašević se na lokalnim izborima 2017. kandidirao za gradonačelnika Zagreba na čelu koalicije predvođene strankom Zagreb je NAŠ!. Osvojio je 3,94 % glasova na izborima za gradonačelnika, a koalicija je osvojila četiri mjesta u Gradskoj skupštini. Tomašević je ušao u skupštinu, gdje je bio glasni kritičar gradonačelnika Milana Bandića.
U veljači 2021. Tomašević je najavio ponovnu kandidaturu za gradonačelnika Zagreba na lokalnim izborima. Skupio je 20 236 potpisa za kandidaturu. Sljedećeg dana Državno izborno povjerenstvo potvrdilo je njegovu kandidaturu. U prvom krugu izbora dobio je 147 631 glas ili 45,15 % glasova, čime je kao vodeći kandidat ušao u drugi krug protiv Miroslava Škore, čelnika Domovinskog pokreta. Tomaševićevu kampanju podržao je i njegov otac, koji je u Zaprešiću bio na listi Domovinskog pokreta.
Tomašević je u drugom krugu izbora održanih 30. svibnja 2021. pobijedio protukandidata Miroslava Škoru s gotovo sto tisuća glasova prednosti. Ukupno je prikupio 199 630 glasova, čime je oborio rekord u broju glasova za gradonačelnika, prestigavši dotadašnjeg rekordera Milana Bandića, koji je držao brojku od 170 798. Time je postao 53. zagrebačkim gradonačelnikom, nakon dva desetljeća Milana Bandića na toj dužnosti.

### Saborski mandat (2020. – 2021.)
Na parlamentarnim izborima 2020. kao čelnik Zeleno-lijeve koalicije izabran je za zastupnika u 10. sazivu Hrvatskog sabora. Njegov saborski mandat započeo je 22. srpnja 2020. godine. Krajem srpnja pridružio se četirima parlamentarnim odborima: Odboru za prostorno uređenje i gradnju, Odboru za ustav, poslovnike i politički sustav, Odboru za međuparlamentarnu suradnju i Izvršnom odboru Nacionalne skupine za međuparlamentarnu uniju.

## Gradonačelnik Zagreba (2021. – danas)
Tomašević je na gradonačelničku dužnost službeno stupio 4. lipnja 2021. godine, preuzevši dužnost od Jelene Pavičić Vukičević, vršiteljice dužnosti gradonačelnika u razdoblju od Bandićeve smrti u veljači 2021. do primopredaje vlasti. Tomašević je na primopredaju došao tramvajem i kasnio zbog hitnog slučaja na tramvajskoj stanici.

### Mediji i pritisak opozicije
U prva dva mjeseca od stupanja na dužnost, Tomislav Tomašević suočio se s optužbama medija i uglavnom desničarske oporbe o kršenju predizbornih obećanja, korupciji te istragama zbog imenovanja vlasnika medicinskog poduzeća, Tomislava Lauca, za ravnatelja Dječje bolnice Srebrenjak iako je simpatizer i manji donator (10 000  kuna) Tomaševićeve stranke. Također je kritiziran za djelomično obnavljanje ugovora Grada Zagreba (zbog nedostatka alternativa) s ozloglašenom C.I.O.S Grupom u vlasništvu Petra Pripuza unatoč obećanjima da se to neće učiniti.

### Podrška LGBTQ+ i drugih manjina
Dana 3. srpnja 2021. Tomašević je prisustvovao 20. godišnjoj Zagrebačkoj povorci ponosa uz druge hrvatske političare kao što su bivši predsjednik SDP-a Peđa Grbin i nekadašnji potpredsjednik vlade Boris Milošević. Pritom je Tomašević postao prvi gradonačelnik Zagreba koji je prisustvovao povorci, a u njoj je već sudjelovao i prije nego što je postao gradonačelnik. Izjavio je da »želimo kao nova vlast pokazati da nitko ne smije biti diskriminiran na bilo kojoj osnovi.«

### Javni prijevoz
Tijekom mandata Tomaševića, Grad je kupio 40 novih tramvaja lokalne proizvodnje tvrtke Končar, vrijednih 80 milijuna eura, te 65 novih autobusa vrijednih 21 milijun eura. Također je tijekom njegovog mandata u promet 5. travnja 2025. pušten prvi električni autobus u voznom parku ZET-a. Počeli su i radovi na Sarajevskoj ulici, kojima se tramvajska mreža proširuje prvi puta u 20 godina, za 2,25 kilometara. Za Tomaševićeva mandata, sve vrste javnog prijevoza postale su besplatne za stanovnike Zagreba mlađe od 18 i starije od 65 godina s ciljem borbe protiv siromaštva.

### Sport
Tijekom Tomaševićeva mandata počeli su radovi na nogometnom stadionu Kranjčevićeva vrijedni 38 milijuna eura, čija je svrha služiti kao zamjenski stadion tijekom rekonstrukije stadiona Maksimir. Rekonstrukcija stadiona Kranjčevićeva naišla je na kritike biciklista zbog trajnog rušenja Velodroma Zagreb oko njegovog nogometnog igrališta. Radovi su također započeli na kompleksu zatvorenih bazena u naselju Špansko. U srpnju 2024. počeli su i radovi na renovaciji sportske dvorane Doma sportova.

### Vrtići i škole
Kako bi se riješio problem kroničnog nedostatka kapaciteta u zagrebačkim vrtićima, gradska uprava uložila je u izgradnju i/ili nadogradnju 10 vrtića, a dodatnih 8 ih je trenutno u izgradnji. Nadalje, Grad je proveo potpunu obnovu 8 škola oštećenih u potresu 2020. godine, sagradio i/ili nadogradio 10 (novih), a 8 ih je trenutno u izgradnji.

### Odlaganje otpada
Tomašević je na svojim prvim izborima obećao zatvoriti odlagalište otpada Jakuševec zbog njegove blizine urbanim područjima te utjecaja na okoliš i zdravlje ljudi u blizini, no odlagalište je tijekom prvog mandata ostalo u uporabi. U prosincu 2023. u odronu smeća ozlijeđena su tri radnika, pri čemu je jednom od njih amputirana ruka, što je izazvalo javno negodovanje. Tomašević je nakon tragedije za nezatvaranje odlagališta otpada rekao da nije zadovoljan napretkom, za što je ukazao na lošu financijsku situaciju Grada pri stupanju na dužnost, izmjenu četiriju ministara zaštite okolišta te promjenu EU regulativa za sufinanciranje postrojenja za kompostiranje i sortiranje otpada, ali je djelomično preuzeo krivnju na sebe. Krajem 2024. godine predstavljen je projekt novog postrojenja za odlaganje otpada, čije je dovršavanje predviđeno za 2028. godinu.

## Rezultati izbora
| Godina | Ured                                                 | Stranka                  | Glasovi za Tomaševića | %       | Protivnik                | Stranka                  | Glasovi                  | %                        | Izvor  |
| ------ | ---------------------------------------------------- | ------------------------ | --------------------- | ------- | ------------------------ | ------------------------ | ------------------------ | ------------------------ | ------ |
| 2017.  | Gradonačelnik Zagreba                                | Zagreb je NAŠ!           | 12 996                | 3,94 %  | Nije dospio u drugi krug | Nije dospio u drugi krug | Nije dospio u drugi krug | Nije dospio u drugi krug |        |
| 2020.  | Zastupnik u Hrvatskom saboru za I. izbornu jedinicu  | Možemo! / Zagreb je NAŠ! | 19 627                | 11,29 % | Izabran u Sabor          | Izabran u Sabor          | Izabran u Sabor          | Izabran u Sabor          |        |
| 2021.  | Gradonačelnik Zagreba                                | Možemo! / Zagreb je NAŠ! | 147 631               | 45.15 % | Napredovao u drugi krug  | Napredovao u drugi krug  | Napredovao u drugi krug  | Napredovao u drugi krug  |        |
| 2021.  | Gradonačelnik Zagreba                                | Možemo! / Zagreb je NAŠ! | 199 630               | 63.87 % | Miroslav Škoro           | Domovinski pokret        | 106 300                  | 34,01 %                  |        |
| 2024.  | Zastupnik u Hrvatskom saboru za VI. izbornu jedinicu | Možemo!                  | 17 674                | 7.30 %  | Izabran u Sabor          | Izabran u Sabor          | Izabran u Sabor          | Izabran u Sabor          |        |
| 2025.  | Gradonačelnik Zagreba                                | Možemo!                  | 135 545               | 47,59 % | Napredovao u drugi krug  | Napredovao u drugi krug  | Napredovao u drugi krug  | Napredovao u drugi krug  | [ 50 ] |
| 2025.  | Gradonačelnik Zagreba                                | Možemo!                  | 130 996               | 57,56 % | Marija Selak Raspudić    | Nezavisna                | 96 590                   | 42,44 %                  | [ 51 ] |

## Vanjske poveznice
- Službena stranica
- Životopis na mozemo.hr